# Heteromys goldmani
Heteromys goldmani är en däggdjursart som beskrevs av Clinton Hart Merriam 1902. Heteromys goldmani ingår i släktet skogstaggspringmöss och familjen påsmöss. Inga underarter finns listade i Catalogue of Life.
Wilson & Reeder (2005) listar populationen som underart till Heteromys desmarestianus. IUCN klassificerar Heteromys goldmani som synonym till Heteromys desmarestianus.